# BBC Concert Orchestra
La BBC Concert Orchestra è un'orchestra britannica con sede a Londra, una delle cinque orchestre radiofoniche della British Broadcasting Corporation. Con una cinquantina di suonatori, è l'unica delle cinque orchestre della BBC che non è un'orchestra sinfonica su larga scala. La BBC Concert Orchestra è il gruppo della BBC più rivolto al popolo, con un misto di musica classica, musica leggera e numeri popolari. Il suo ruolo principale è quello di produrre musica per la trasmissione radio, ed è l'orchestra residente del programma di musica dal vivo più longevo del mondo, Friday Night is Music Night su BBC Radio 2.

## Storia
Il gruppo originario da cui proviene era la BBC Theatre Orchestra, costituita nel 1931 e con sede a Bedford. L'orchestra ha anche trasmesso opere liriche e occasionalmente è stata annunciata come la BBC Opera Orchestra. Nell'agosto del 1949 il gruppo fu ufficialmente ribattezzato l'orchestra della BBC Opera. Nel gennaio del 1952 la BBC Opera Orchestra fu sciolta e fu formata la BBC Concert Orchestra con musicisti precedentemente della BBC Opera Orchestra.
Fino al 1972 l'orchestra aveva sede al Camden Theatre. Dal 1972 al 2004 l'orchestra si esibì regolarmente all'ippodromo Golders Green. Appare anche regolarmente al Royal Festival Hall e al The Proms di Londra, così come nei locali del Regno Unito. Oltre alle sue esibizioni su BBC Radio 2, si esibisce anche su BBC Radio 3 e sui BBC Proms ed è stata una parte centrale degli Electric Proms della BBC, ora fuori produzione. Oltre alla musica classica leggera, suona anche musica pop, jazz, opera, operetta e gran parte del repertorio popolare in precedenza il pilastro della BBC Radio Orchestra. Si collega, di volta in volta, con la BBC Big Band per concerti e trasmissioni.
Gilbert Vinter fu il suo primo direttore principale. Barry Wordsworth, direttore principale dal 1989 al 2006, ora detiene il titolo di direttore laureato. Nell'agosto 2010 l'orchestra annunciò la nomina simultanea di Keith Lockhart come settimo direttore principale, con effetto immediato e di Johannes Wildner come direttore ospite principale. Lockhart ha concluso la sua direzione principale dell'orchestra alla fine del 2017 e ora ha il titolo di direttore ospite principale, a partire dal gennaio 2018. Nel novembre 2017 l'orchestra ha annunciato la nomina di Bramwell Tovey come prossimo direttore principale, a partire dal gennaio 2018, con un contratto iniziale di 5 anni.
Tra i compositori che sono stati affiliati con l'orchestra ci sono Anne Dudley e Jonny Greenwood, che è stato nominato compositore in associazione dell'orchestra nel 2004. Nel gennaio 2013 l'orchestra ha annunciato la nomina di Guy Barker come nuovo compositore associato, in sostituzione di Greenwood, con un contratto iniziale di due anni. Nel 2017 Dobrinka Tabakova è stata nominata compositore in residenza, segnando un passaggio per maggior rilievo della musica leggera e popolare.
L'orchestra ha registrato per l'etichetta NMC Recordings. Ha inoltre registrato i jingle per BBC Radio 2 e BBC Radio 1, tra cui per il quiz Popmaster di Ken Bruce e The Radio 1 Breakfast Show con Nick Grimshaw. Inoltre ha collaborato con il compositore David Lowe nel 2013 per registrare l'ultima versione della serie musicale e della sequenza di conto alla rovescia di BBC News.

## Direttori principali
- Gilbert Vinter (1952–1953)
- Charles Mackerras (1954–1956)
- Vilem Tausky (1956–1966)
- Marcus Dods (1966–1970)
- Ashley Lawrence (1970–1989)
- Barry Wordsworth (1989–2006)
- Keith Lockhart (2010–2017)
- Bramwell Tovey (2018–presente)